# 1000 km di Zeltweg
La 1000 km di Zeltweg fu una gara automobilistica di durata che ebbe luogo nei pressi di Zeltweg, in Austria, e fece parte del Campionato del mondo sportprototipi già dalla seconda edizione. Originariamente denominata Grosser Preiss von Österreich (Gran Premio d'Austria), l'edizione inaugurale della gara si tenne nel 1965 sulla distanza di 200 miglia sul circuito temporaneo ricavato all'interno dell'Aerodromo Hinterstoisser-Zeltweg (che l'anno precedente aveva ospitato l'omonima gara di Formula 1), per poi vedere la sua distanza estesa a 500 km per le edizioni dal 1966 al 1968, quando fu inclusa nel mondiale
A partire dal 1969 l'evento assunse la sua conformazione più classica, trasferendosi all'Österreichring e adeguando la sua lunghezza a quella di altre gare del mondiale sportprototipi, di cui fece parte fino al 1976, ultimo anno in cui vi fu una tappa del campionato in territorio austriaco.
La gara mantenne la titolazione di Grosser Preiss von Österreich finché tale titolo non venne attribuito alla gara di Formula 1 nel 1970, venendo sostituito da 1000-km-Rennen von Österreich, per poi cambiare in 6 Ore di Zeltweg nel 1976.
Nel 1997, come parte del rinato Campionato FIA GT, venne programmata una nuova prova che può esserne considerata l'erede, per quanto non più disputata sulla lunghezza di 1000 km, ma sulla distanza delle quattro ore di corsa nella prima edizione e sui 500 km in quelle successive. La corsa venne disputata sul rinnovato circuito A1-Ring e l'ultima edizione risale al 2001.

## Albo d'oro
| Anno                             | Piloti                           | Team                             | Auto                             | Tempo                            |
| Aerodromo Hinterstoisser-Zeltweg | Aerodromo Hinterstoisser-Zeltweg | Aerodromo Hinterstoisser-Zeltweg | Aerodromo Hinterstoisser-Zeltweg | Aerodromo Hinterstoisser-Zeltweg |
| -------------------------------- | -------------------------------- | -------------------------------- | -------------------------------- | -------------------------------- |
| 1965                             | Jochen Rindt                     | Gotfried Köchert                 | Ferrari 250 LM                   | 2:02:53.220                      |
| 1966                             | Gerhard Mitter Hans Herrmann     | Porsche System                   | Porsche 906                      | 3:07:52:550                      |
| 1967                             | Paul Hawkins                     | Paul Hawkins                     | Ford GT40 Mk.II                  | 3:15:54.530                      |
| 1968                             | Jo Siffert                       | Porsche System Engineering       | Porsche 908                      | 2:55:17.790                      |
| Österreichring                   |                                  |                                  |                                  |                                  |
| 1969                             | Jo Siffert Kurt Ahrens, Jr.      | Freiherr von Wendt               | Porsche 917                      | 5:23:36.980                      |
| 1970                             | Jo Siffert Brian Redman          | J.W. Automotive Engineering Ltd. | Porsche 917K                     | 5:08:04:670                      |
| 1971                             | Pedro Rodríguez Richard Attwood  | J.W. Automotive Engineering Ltd. | Porsche 917K                     | 5:04:26.100                      |
| 1972                             | Jacky Ickx Brian Redman          | SpA Ferrari SEFAC                | Ferrari 312 PB                   | 4:58:46.280                      |
| 1973                             | Henri Pescarolo Gérard Larrousse | Equipe Matra-SIMCA               | Matra-SIMCA MS670B               | 4:48:57.800                      |
| 1974                             | Henri Pescarolo Gérard Larrousse | Equipe Gitanes                   | Matra-SIMCA MS670C               | 4:51:20.270                      |
| 1975                             | Henri Pescarolo Derek Bell       | Willi Kauhsen Racing Team        | Alfa Romeo T33/TT/12             | 3:34:50.550†                     |
| 1976                             | Dieter Quester Gunnar Nilsson    | Schnitzer BMW                    | BMW 3.0 CSL                      | 6:00:16.400                      |
| A1-Ring                          |                                  |                                  |                                  |                                  |
| 1997                             | Klaus Ludwig Bernd Mayländer     | AMG-Mercedes                     | Mercedes-Benz CLK GTR            | 4:00:55.816                      |
| 1998                             | Klaus Ludwig Ricardo Zonta       | AMG-Mercedes                     | Mercedes-Benz CLK-LM             | 2:47:34.975                      |
| 2000                             | Mike Hezemans Tom Coronel        | Carsport Holland                 | Chrysler Viper GTS-R             | 3:00:01.811                      |
| 2001                             | Peter Kox Rickard Rydell         | Prodrive Allstars                | Ferrari 550-GTS Maranello        | 3:00:09.952                      |

† - Nel 1975 la gara fu sospesa dopo 103 giri (608,8 km) causa pioggia e non fu ripresa.